# Gavrey Villareal
Gavrey Villareal (Sittard, 19 december 1990) is een Nederlands voetballer die als aanvaller voor onder andere Fortuna Sittard speelde.

## Carrière
Gavrey Villareal speelde in de jeugd van VV Sittard en Fortuna Sittard. Hij debuteerde voor Fortuna Sittard op 24 augustus 2009, in de met 0-0 gelijkgespeelde uitwedstrijd tegen FC Omniworld. Hij kwam in de 64e minuut in het veld voor Markus Rychlik. Hij speelde in totaal twee wedstrijden in het seizoen 2009/10. In het seizoen 2010/11 speelde kwam hij tot drie wedstrijden, en vertrok in de winterstop. Hierna speelde hij voor BSV Limburgia, VV Sittard en EHC. Momenteel speelt hij bij RKSV Minor.

### Statistieken
| Seizoen                     | Club            | Land           | Competitie     | Competitie | Competitie | Beker | Beker | Totaal | Totaal |
| Seizoen                     | Club            | Land           | Competitie     | Wed.       | Dlp.       | Wed.  | Dlp.  | Wed.   | Dlp.   |
| --------------------------- | --------------- | -------------- | -------------- | ---------- | ---------- | ----- | ----- | ------ | ------ |
| 2009/10                     | Fortuna Sittard | Nederland      | Eerste divisie | 2          | 0          | 0     | 0     | 2      | 0      |
| 2010/11                     | Fortuna Sittard | Nederland      | Eerste divisie | 3          | 0          | 0     | 0     | 3      | 0      |
| Carrièretotaal              | Carrièretotaal  | Carrièretotaal | Carrièretotaal | 5          | 0          | 0     | 0     | 5      | 0      |
| Bijgewerkt op 30 maart 2018 |                 |                |                |            |            |       |       |        |        |